# Cmentarz polskokatolicki w Rozkopaczewie
Cmentarz polskokatolicki w Rozkopaczewie – czynny cmentarz wyznaniowy dla wiernych Kościoła Polskokatolickiego położony we wsi Rozkopaczew w województwie lubelskim. Cmentarz administrowany jest przez parafię Wniebowzięcia Najświętszej Maryi Panny w Lublinie. Na cmentarzu znajduje się kaplica św. Jakuba Apostoła, w której w każdą niedzielę o godzinie 14:00 odprawiane są nabożeństwa polskokatolickie. 
Parafia polskokatolicka w Rozkopaczewie wraz z kościołem i cmentarzem wyznaniowym powstała w latach 30. XX wieku. W 1944 roku podczas działań wojennych uległ zniszczeniu zarówno kościół, jak i budynek plebanii. Po II wojnie światowej wyznanie zaczęło zanikać w miejscowości, na nowo zaczęło się odradzać w połowie lat 60. XX wieku, kiedy zaczęto starania o przywrócenie kultu polskokatolickiego. Od 1984 roku do miejscowości zaczął dojeżdżać z posługą duszpasterską ks. inf. Bogusław Wołyński z parafii Wniebowzięcia Najświętszej Maryi Panny w Lublinie. Dzięki istnieniu miejscowego cmentarza polskokatolickiego udało się utrzymać tożsamość diaspory zamieszkującej gminę Ostrów Lubelski. Jesienią 2000 roku na placu cmentarnym zostały wylane fundamenty pod nową kaplicę cmentarną. Uroczystości poświęcenia kaplicy i nadania jej wezwania św. Jakuba Apostoła odbyły się 7 września 2003 roku. Ceremoniom przewodniczył Zwierzchnik Kościoła Polskokatolickiego bp prof. Wiktor Wysoczański. 